# Apostenus
Genre
Apostenus est un genre d'araignées aranéomorphes de la famille des Liocranidae.

## Distribution
Les espèces de ce genre se rencontrent en zone holarctique.

## Paléontologie
Ce genre est connue depuis le Paléogène.

## Liste des espèces
Selon World Spider Catalog (version 23.0, 08/03/2022) :
- Apostenus algericus Bosmans, 1999
- Apostenus annulipedes Wunderlich, 1987
- Apostenus annulipes Caporiacco, 1935
- Apostenus californicus Ubick & Vetter, 2005
- Apostenus crespoi Lissner, 2017
- Apostenus ducati Bennett, Copley & Copley, 2013
- Apostenus epidaurus Wunderlich, 2022
- Apostenus fuscus Westring, 1851
- Apostenus gomerensis Wunderlich, 1992
- Apostenus grancanariensis Wunderlich, 1992
- Apostenus humilis Simon, 1932
- Apostenus maroccanus Bosmans, 1999
- Apostenus naxos Wunderlich, 2022
- Apostenus ochraceus Hadjissarantos, 1940
- Apostenus palmensis Wunderlich, 1992

Selon World Spider Catalog (version 20.5, 2020) :
- † Apostenus arnoldorum Wunderlich, 2004
- † Apostenus bigibber Wunderlich, 2004
- † Apostenus spinimanus (C. L. Koch & Berendt, 1854)

## Systématique et taxinomie
Ce genre a été décrit par Westring en 1851.

## Publication originale
- Westring, 1851 : « Förteckning öfver de till närvarande tid Kände, i Sverige förekommande Spindlarter, utgörande ett antal af 253, deraf 132 äro nya för svenska Faunan. » Göteborgs Kungliga Vetenskaps- och Vitterhets-samhälles Handlingar, vol. 2, p. 25-62.